# Sachalinský záliv
Sachalinský záliv (rusky Сахалинский залив) je záliv Ochotského moře mezi pobřežím Asie severně od ústí Amuru a severním cípem ostrova Sachalin (Šmidtův poloostrov).

## Geografie
V severní části je Sachalinský záliv široce otevřený, táhne se asi 100 km jižním směrem, kde přechází do úžiny Nevelského, která ho spolu s Tatarským průlivem spojuje s Japonským mořem. Dosahuje šířky až 160 km.
Záliv je mělký, na soutoku s Tatarským průlivem hloubka nepřesahuje 40 m.
V listopadu Sachalinský záliv zamrzá a ledová pokrývka se láme až v červnu, někdy zůstává záliv zamrzlý až do srpna. Pobřeží zálivu je většinou rovinaté. Vyskytuje se zde příliv a odliv do rozsahu 2–3 m.
Na východním pobřeží zálivu se se nachází ruský rybářský přístav Moskalvo.

## Historie
Sachalinský záliv byl objeven expedicí Ivana Moskvitina v roce 1639.
V letech 1848–1874 byl záliv častým cílem amerických a ruských velrybářských lodí, které se zde zaměřovaly na lov velryb grónských. Velrybáři zde také obchodovali s domorodci. Dne 6. července 1854 americká loď City z New Bedfordu ztroskotala v západní části zálivu. Většina posádky se zachránila na ostrově Sachalin.
V roce 2011 uvízly v zálivu tři rybářské lodi a musely být zachráněny ruskými ledoborci.

## Zvěř v zálivu
Ve vodách zálivu je provozován intenzivní průmyslový rybolov (losos a treska).
V létě připlouvají do zálivu běluhy severní, aby se nakrmily lososy, kteří se zde třou.